# Quốc kỳ Tajikistan

Quốc kỳ của Cộng hòa Xã hội chủ nghĩa Xô viết Tajikistan năm 1929

Quốc kỳ của Cộng hòa Xã hội chủ nghĩa Xô viết Tajikistan đến năm 1991, trở thành quốc kỳ của Tajikistan từ năm 1991 đến năm 1992

Quốc kỳ Tajikistan (tiếng Tajik: Парчами давлатии Ҷумҳурии Тоҷикистон, đã Latinh hoá: Parchami davlatii Jumhurii Tojikiston) được thông qua vào tháng 11 năm 1992, thay thế quốc kỳ của Cộng hòa Xã hội chủ nghĩa Xô viết Tajikistan năm 1953. Quốc kỳ có ba màu nằm ngang không bằng nhau gồm đỏ, trắng và xanh lá cây, với vương miện màu vàng được bao phủ bởi một vòng cung gồm bảy ngôi sao ở giữa. Quốc kỳ có tỷ lệ chiều rộng giữa các ô màu là 2:3:2. Quốc kỳ hiện tại duy trì ba màu đỏ-trắng-xanh trong quốc kỳ của Tajikítan Xô viết trước đây, cũng như tỷ lệ 1:2.
Ngày Quốc kỳ Tajikistan được tổ chức vào ngày 24 tháng 11, là ngày quốc kỳ được chính thức thông qua.

## Mô tả
Do ba hình chữ nhật màu đỏ, trắng và lục hợp thành. Chiều rộng hình chữ nhật màu trắng chiếm 50% nền cờ, đỏ và lục mỗi màu chiếm 25%. Chính giữa nền cờ màu trắng có một chiếc vương miện, phía trên vương miện có 7 ngôi sao vàng năm cánh tạo thành nữa hình tròn. Tỷ lệ chiều dài và chiều rộng lá cờ là 2:1.